# Rheinhafen Koblenz

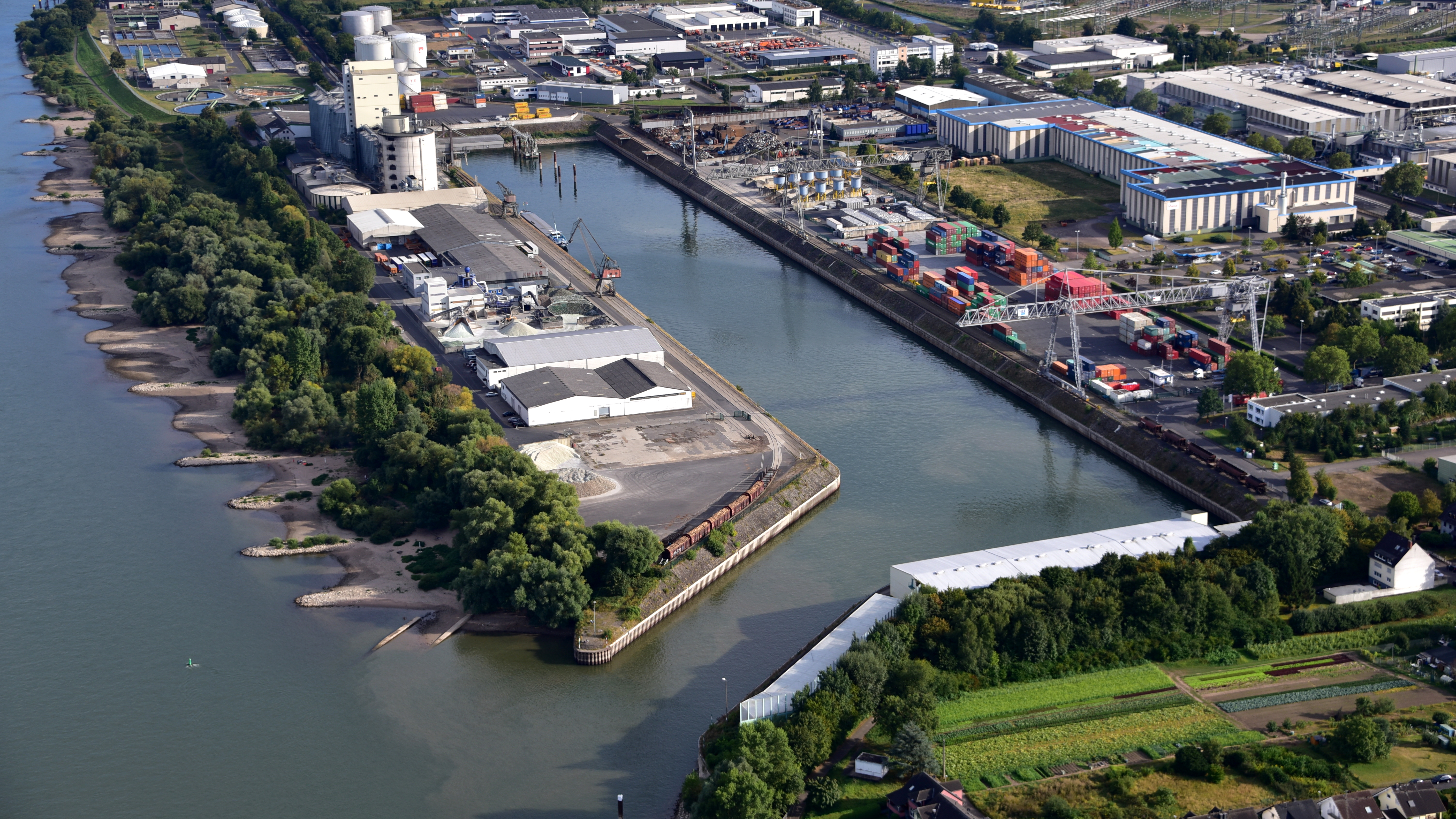
Rheinhafen Koblenz, Luftaufnahme (2016)

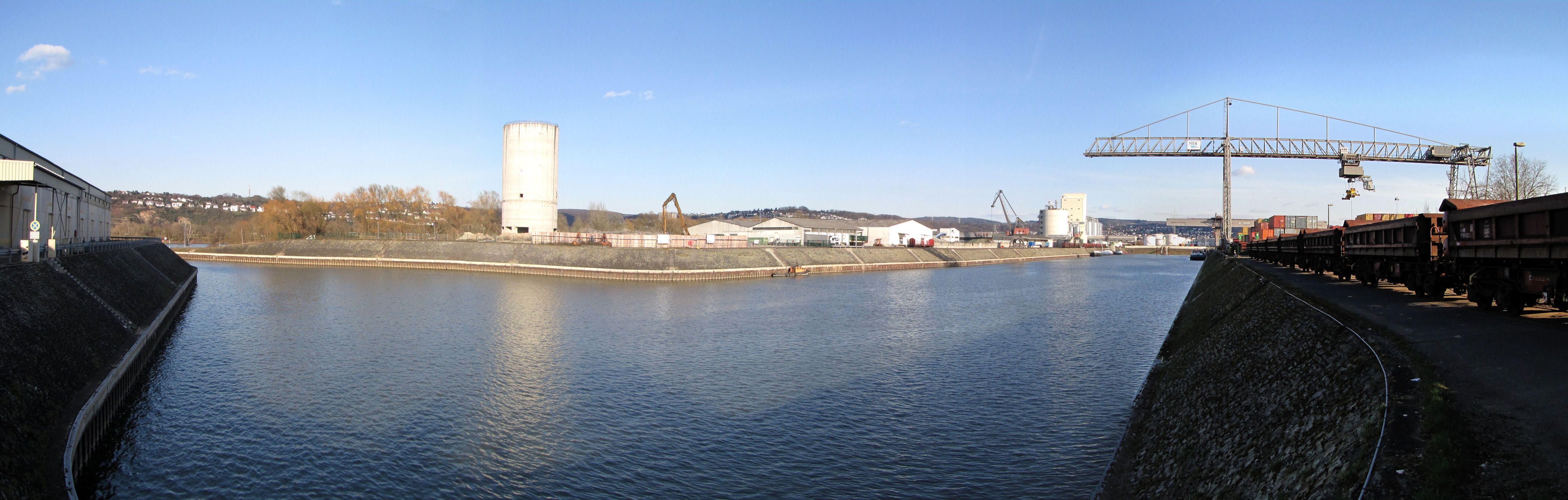
Das Hafenbecken des Rheinhafens Koblenz

Der Rheinhafen Koblenz ist ein Binnenhafen am Rhein in Koblenz. Der zwischen den Stadtteilen Kesselheim und Wallersheim gelegene Hafen befindet sich im Norden der Stadt in einem Industriegebiet und ist im Besitz der Stadtwerke Koblenz. Er ist mit einem Güterumschlag von 1,2 Mio. Tonnen (2009) nach den Rheinhäfen Andernach und Bendorf der drittgrößte Hafen am Mittelrhein.

## Beschreibung des Hafens
Der hochwasserfreie Rheinhafen von Koblenz befindet sich auf der linken Rheinseite bei Rheinkilometer 596,6. Das Hafenbecken hat eine Größe von 7,3 Hektar (730 × 100 Meter), die Hafeneinfahrt eine Breite von 50 Metern. Der Hafen besitzt ein trimodales Containerterminal mit einer der größten Containerbrücken am Rhein. Er hat einen Gesamtumschlag von über einer Million Tonnen pro Jahr, mit ca. 43.400 Container-Bewegungen (2003). Die im Jahr 1999 errichtete Containerbrücke kann mit ihrer Auskragung von 37 Metern und einer Tragfähigkeit von bis zu 52 Tonnen die größten auf dem Rhein fahrenden Schiffe be- und entladen. Gleichzeitig kann noch ein zweites danebenliegendes Schiff bedient werden. Zusätzlich gibt es zwei Verladebrücken für Massen- und Stückgut, zwei Drehkräne und zwei Containerstapler. Die Umschlagsfläche für Container beträgt ca. 17.000 Quadratmeter. Neben Containern werden hier unter anderem Aluminium, Glas, Steine, Sand, Kies, Holz und Schrott umgeschlagen. Der trimondale Umschlag ermöglicht, Güter vom Wasser auf Schiene und Straße zu verladen. Über die „Rheinanschlussbahn“ ist er mit der linken Rheinstrecke verbunden.

## Geschichte
Bereits zur Bronzezeit, Hallstattzeit und Latènezeit war der Rhein ein wichtiger Handelsweg zwischen der Nordsee und dem Mittelmeer. Ein erster Hafen entstand um die Zeitenwende zu römischer Zeit an der Moselmündung bei dem Kastell Confluentes. Es kam die strategische Bedeutung für die römische Rheinflotte hinzu. Nach dem Zerfall des römischen Reiches wurde die Rheinschifffahrt durch alle Zeiten beibehalten. Es wurde gerudert, gesegelt, gestakt, getreidelt und bis Ende des 19. Jahrhunderts auch die Flößerei betrieben.
Ein befestigter Rheinkran zur Be- und Entladung von Schiffen wurde im 17. Jahrhundert in den heutigen Rheinanlagen errichtet. Mit Eröffnung der Moselwerft verlor er jedoch an Bedeutung und wurde als Pegelhaus genutzt. Ein Freihafen bestand in der Nähe des Rheinkavaliers von 1837 bis 1898.

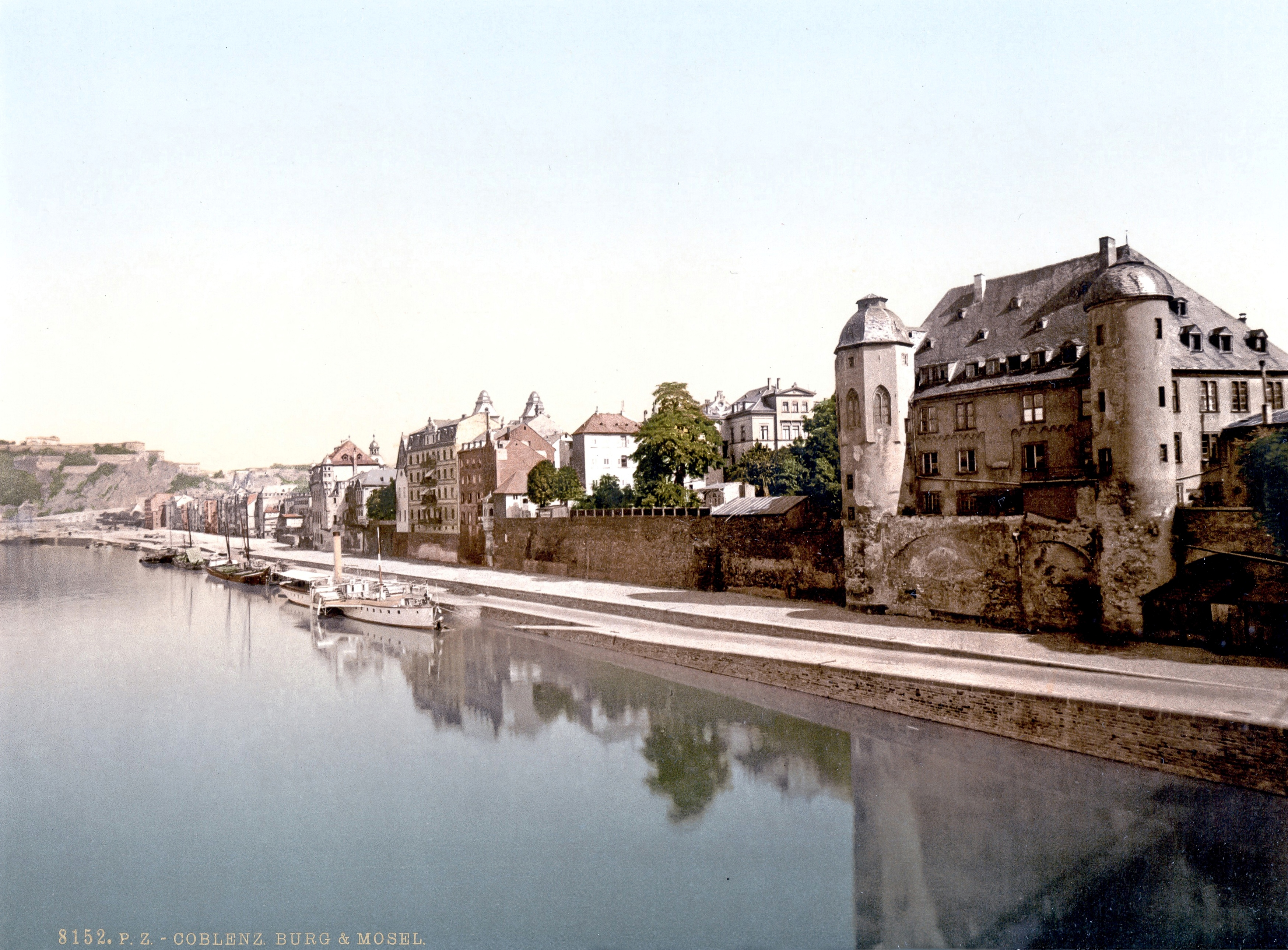
Die entstehende Moselwerft um 1900 links neben der Alten Burg

### Moselwerft
Die Moselwerft entstand nach der Entfestigung der Stadt Koblenz ab 1890 unter Oberbürgermeister Emil Schüller entlang der Moselfront. Die Hafenanlagen mit Zollhafen bestanden aus einem Kran, Lagerhallen (entstanden 1911/1912) und der Werftbahn, einem Eisenbahnanschluss zum Moselbahnhof gebaut von Friedrich Albert Carl Spaeter. Zusätzlich gab es im Rauental einen Hafen, der hauptsächlich die dort ansässigen Mineralöltanklager bediente und 1999 aufgegeben wurde.
Bei den Luftangriffen auf Koblenz 1944/1945 wurde die Moselwerft schwer verwüstet, nach Ende des Krieges aber wiederaufgebaut. Der Güterumschlag im Hafen stieg in den 1960er Jahren stark an. Da ein weiterer Ausbau an dieser Stelle nicht möglich war, die Altstadt von Koblenz inklusive Moselufer sollte auch neu strukturiert werden, wurde der Hafen 1969 aufgegeben. Die neue Moseluferstraße wurde am 25. Mai 1973 dem Verkehr übergeben und nach dem Ministerpräsidenten von Rheinland-Pfalz in Peter-Altmeier-Ufer umbenannt.

### Rheinhafen
Bereits in den 1920er Jahren plante man einen neuen Hafen in Wallersheim. Aber erst 1957 erteilte die Stadt einen Auftrag zur Planung des 250 ha großen Hafens, der dann 1960 vom Stadtrat beschlossen wurde. Die Bauzeit des 38 Millionen DM teuren Bauprojekts dauerte von 1961 bis 1965. Die Inbetriebnahme des neuen Rheinhafens im Norden von Koblenz erfolgte am 25. Januar 1965.

## Personen- und Freizeitschifffahrt
Die Personenschifffahrt in Koblenz wird im Ortsteil Ehrenbreitstein und am Deutschen Eck am Rhein  abgefertigt. Dort befindet sich auch bei Rheinkilometer 592 der Anleger der Rheinfähre Koblenz. Für die Freizeitschifffahrt besteht bei km 590 eine Einrichtung an der Rheinlache.
Am Koblenzer Moselufer befinden sich Liegeplätze für größere Personenschiffe, insbesondere von Flusskreuzfahrten. Dies führte zu Beschwerden von Anwohnern, da diese Schiffe mangels einer Landstromversorgung ihre Maschinen über Nacht laufen ließen, was zu erheblicher Lärm- und Abgasbelastung führte. Zwar wurde eine solche Stromversorgung mittlerweile eingerichtet und ihre Benutzung vorgeschrieben, durch Anlieferung  und Entsorgung sowie Busse zum Transport der Fahrgäste entstehen aber weiterhin Probleme, die die Forderung nach einer Umgestaltung des Uferbereichs laut werden ließen.